# Carpella interrupta
Carpella interrupta là một loài bướm đêm trong họ Geometridae.